# Fundación Oswaldo Cruz
La Fundación Oswaldo Cruz (o Fundação Oswaldo Cruz por su nombre en portugués), también conocida como Fiocruz, es una institución nacional del Ministerio de Salud de Brasil dedicada a la investigación y desarrollo de las ciencias biológicas. Es la institución de ciencia y tecnología en salud más importante de América Latina, siendo un referente en investigación en el área de la salud pública.
Su sede se encuentra en el estado de Río de Janeiro, Brasil. Fue creada en 1900 por el reconocido médico de salud pública Oswaldo Cruz. 
Su sede está ubicada en el barrio de Manguinhos, en la zona norte de la ciudad de Río de Janeiro, donde se encuentran los edificios históricos del ex Instituto Federal Soroterápico, como el Pabellón Moro, el Pabellón del Reloj y el Establo.

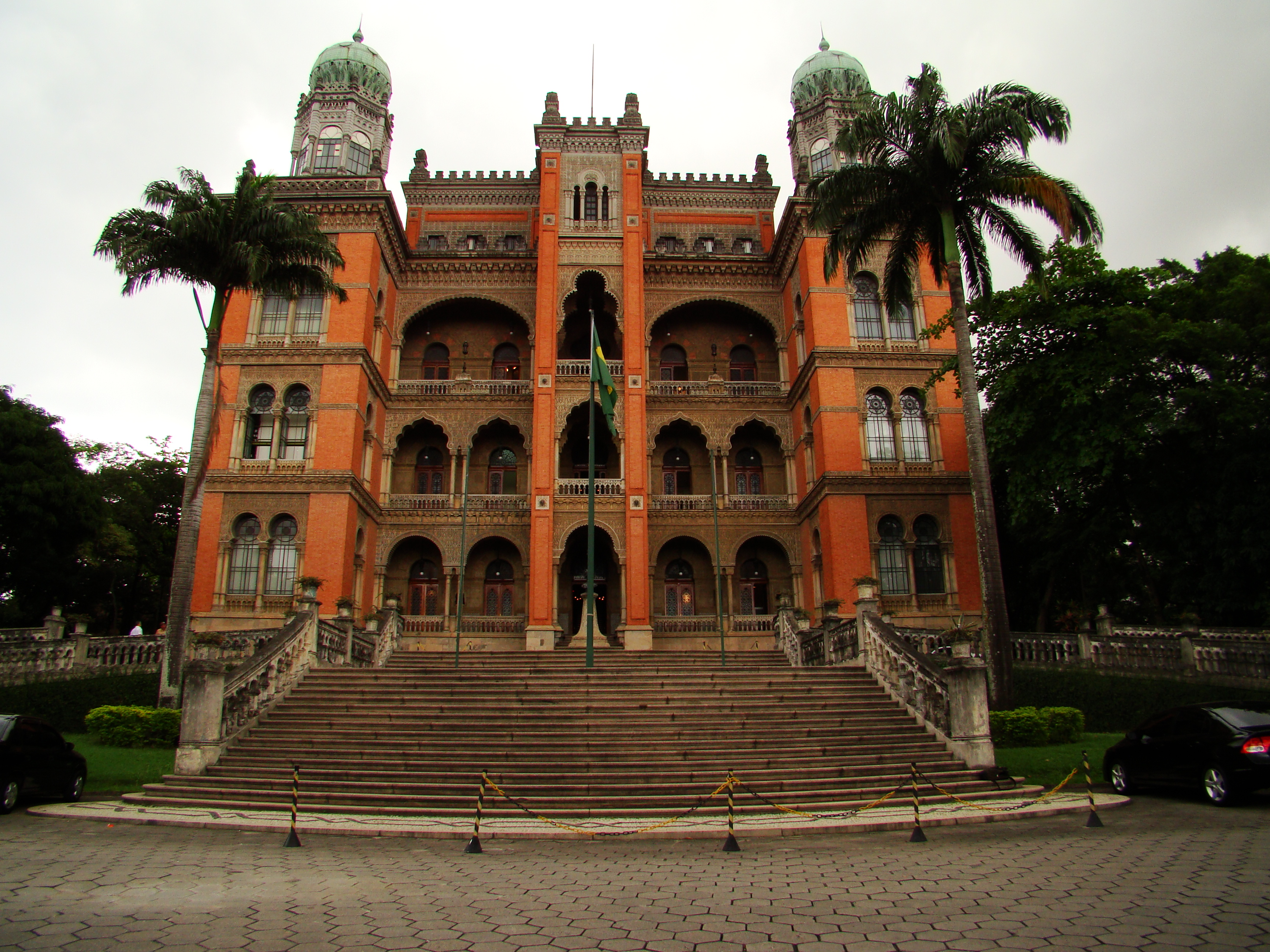
Pabellón Morisco, sede de la Fundación Oswaldo Cruz, en el barrio de Manguinhos

Fiocruz está presente en 10 estados brasileños, además de poseer con una oficina internacional en Maputo, Mozambique . Cuenta con 16 unidades técnico-científicas, enfocadas a la docencia, investigación, innovación, asistencia, desarrollo tecnológico y extensión en el campo de la salud.

## Historia

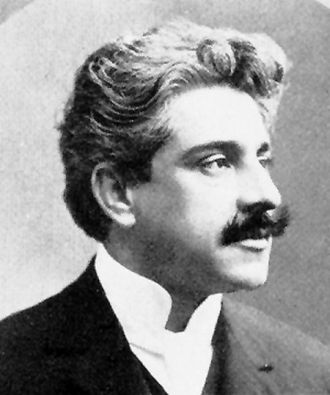
Oswaldo Cruz, pionero en el estudio de enfermedades tropicales y medicina experimental en Brasil.

Los orígenes de la fundación se remontan a principios del siglo XX con la creación del Instituto Soroterápico Federal el 25 de mayo de 1900. El  objetivo inicial de este instituto era la fabricación de sueros y vacunas contra la peste bubónica. En 1901 pasó al gobierno federal, con el cambio de nombre a Instituto Soroterápico Federal.
El 12 de diciembre de 1907 pasó a llamarse Instituto de Patología Experimental de Manguinhos, haciendo referencia al nombre del barrio de Río donde se encuentra su sede. A su vez, el 19 de marzo de 1918, pasó a llamarse Instituto Oswaldo Cruz, en honor al renombrado investigador brasileño. En mayo de 1970, pasó a ser Fundação Instituto Oswaldo Cruz, adoptando la sigla Fiocruz, que siguió utilizándose incluso después de mayo de 1974, cuando recibió la denominación actual de Fundação Oswaldo Cruz.
El principal objetivo de esta institución es la investigación y tratamiento de enfermedades tropicales. Desde sus inicios su trabajo no se ha limitado a Río de Janeiro ni a la investigación y producción de vacunas. En campañas de saneamiento en ciudades devastadas por brotes y epidemias de fiebre amarilla, viruela y peste bubónica, tuvo que enfrentar una oposición feroz y un levantamiento popular: la Revuelta de la Vacuna ocurrida en Rio de Janeiro en 1904. Al tratarse de las condiciones de vida de las poblaciones del interior, dio lugar a debates que desembocaron en la creación del Departamento Nacional de Salud Pública en 1920.
En 1970, el instituto y otras agencias federales se unieron para formar la Fundación Oswaldo Cruz, más conocida como Fiocruz. Para las primeras década del siglo XXI es considerada como una de las más importantes instituciones brasileñas de investigación en el campo de la salud.

## Castillo de Fiocruz

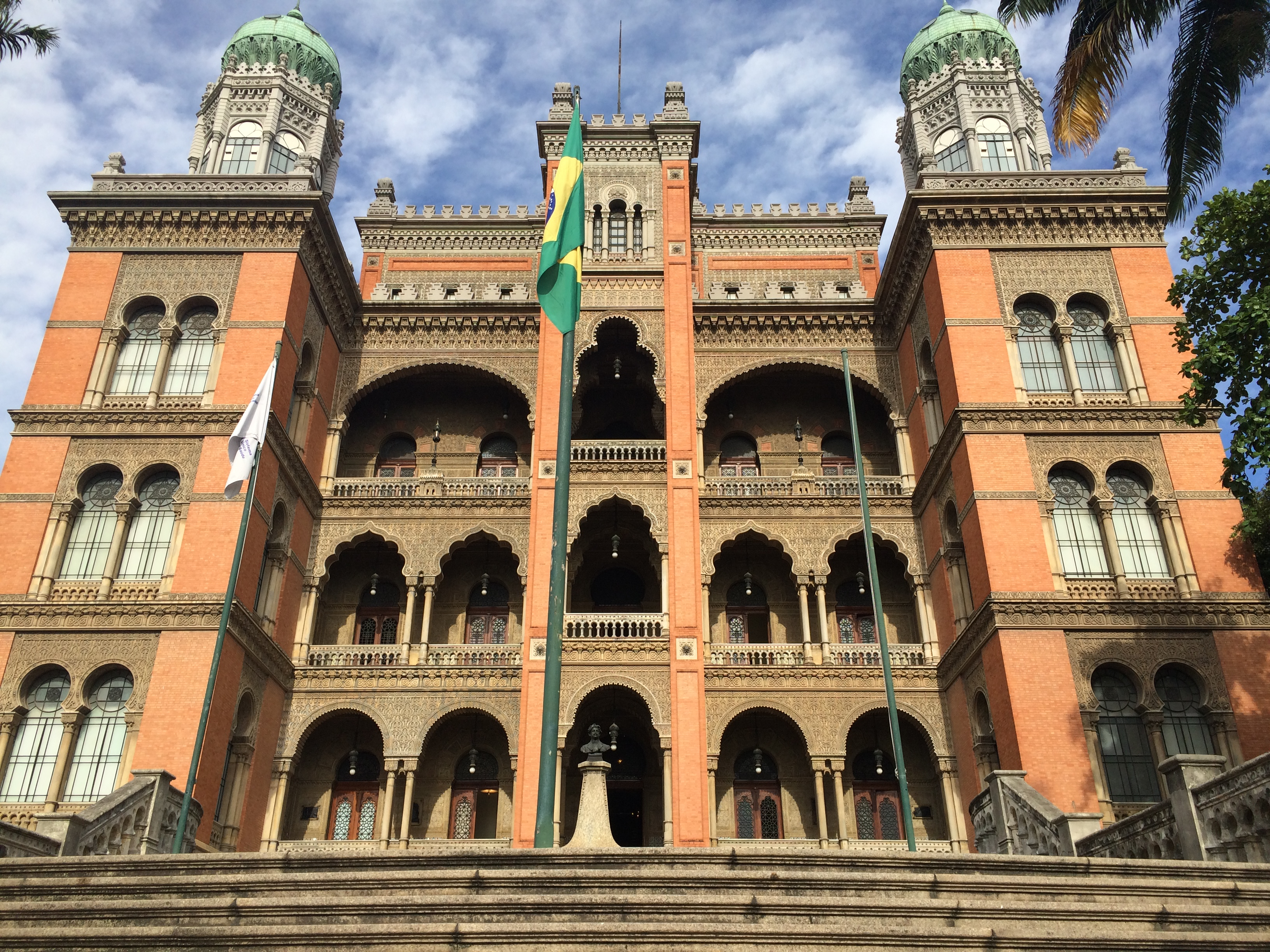
Palacio de Manguinhos, sede de la Fiocruz

El Castillo de Fiocruz, también conocido como Pavilhão Mourisco o Palácio de Manguinhos, fue diseñado por el arquitecto portugués Luiz Moraes Júnior a partir de los diseños del propio Oswaldo Cruz. El edificio comenzó a construirse en 1905 y fue inaugurado en 1918. El edificio mezcla referencias moriscas y europeas, y se ubica en un sector alto, destacándose en el paisaje. La mayoría de sus materiales fueron importados, a excepción de la madera y el granito, y su construcción fue realizada por mano de obra extranjera.
La institución que recibiría su nombre fue imaginada por Oswaldo Cruz a semejanza del Instituto Pasteur de París, reuniendo la producción de vacunas y medicamentos, la investigación científica y otras actividades relacionadas con la salud pública. Hoy, el edificio alberga las áreas administrativas de la Presidencia de la Fiocruz y del Instituto Oswaldo Cruz, pero está abierto a los visitantes, como parte del circuito que ofrece el Museu da Vida da Casa de Oswaldo Cruz.
En 1981, el sitio fue catalogado por el Instituto do Patrimonio Histórico e Artístico Nacional (IPHAN) y la propia Fiocruz se ocupa de su conservación y restauración, así como de todo el patrimonio arquitectónico, arqueológico y urbano de la Fundación.
Por su importancia histórica, cultural y científica, el Castillo de Fiocruz es candidato a Patrimonio Cultural de la Humanidad.

## Investigaciones
Además del desarrollo de nuevas tecnologías para la fabricación a gran escala de vacunas contra la fiebre amarilla y la viruela, se deben mencionar otros aportes importantes, tales como:
- El descubrimiento de la vacuna contra el carbunco bovino, o peste de la manqueira, por Alcides Godoy;
- Los estudios de micología de Olympio Oliveira Ribeiro da Fonseca (1895 - 1978) y Arêa Leão;
- La descripción completa del hongo responsable de la paracoccidiomicosis, más conocida como enfermedad de Lutz, por Adolfo Lutz (1855 - 1940);
- La investigación sistemática sobre helmintos, de Lauro Pereira Travassos (1890-1970);
- La descripción del ciclo de Schistosoma mansoni (ver Esquistosomiasis);
- La causa del tifus exantemático (el germen bacteriforme Rickettsia prowasecki) por Rocha Lima;
- El aislamiento del virus del SIDA que circula en Brasil, por Bernardo Galvão.
- Los investigadores de Fiocruz realizaron estudios sobre el nuevo coronavirus COVID-19 en el año 2020.
- En 2020, Fiocruz capacitó a profesionales de la salud de Brasil y América Latina para el diagnóstico de laboratorio del nuevo virus que causa el covid-19.[9][10][11][12][13][14]

### Vacuna para el COVID-19
En 2020, Fiocruz se asoció con la Universidad de Oxford y el laboratorio AstraZeneca para producir la vacuna ChAdOx1 (o simplemente vacuna Oxford) en Brasil. La vacuna, después de ser aprobada por la ANVISA, será producida en el Instituto Bio-Manguinhos, que es una unidad de la Fundación.

## Editorial
La Editorial Fiocruz fue lanzada en 1993, con sede en Río de Janeiro. La misión de ésta es producir y difundir libros sobre salud pública, ciencias biológicas y biomédicas, investigación clínica y ciencias sociales y humanidades en salud, además de tener colecciones sobre Antropología y Salud, Bioética y Salud, Infancia, Mujer y Salud, Historia de la Salud, Locura y Civilización, Salud de los Pueblos Indígenas y Problemas de Salud.
En 2020, durante la pandemia de COVID-19, la Editorial Fiocruz puso a disposición de forma gratuita 182 libros sobre el tema. En 2022, dos libros de Editora sobre COVID-19 fueron finalistas del Premio Jabuti de Literatura, que es entregado por la Cámara Brasileña del Libro. En el mismo año, tres libros de Editorial quedaron finalistas en el Premio Abeu, en las categorías de Ciencias Naturales y Matemáticas y Ciencias de la Vida.

## Repositorio institucional

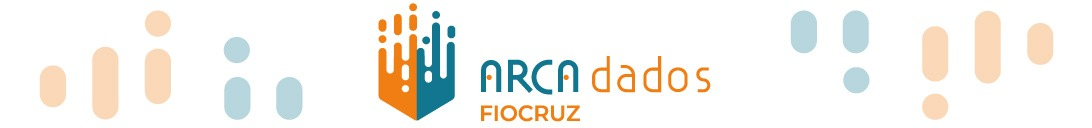
Arca Dados, portal institucional de Fiocruz

El repositorio oficial de Fiocruz se denomina Arca Dados, el cual tiene la misión de archivar, publicar, difundir, preservar y compartir datos digitales para investigaciones producidas por la comunidad Fiocruz o en asociación con otros Institutos u órganos de investigación. El objetivo de este repositorio es promover nuevas investigaciones, asegurando la reproducibilidad o replicabilidad de las investigaciones existentes. y promover una Ciencia Abierta y Ciudadana.
Desde 2017, la Fundación Oswaldo Cruz (Fiocruz) viene ampliando el debate en el ámbito de la Ciencia Abierta, con énfasis en la gestión, compartición y apertura de datos para la investigación, delineando estrategias para el establecimiento de estructuras, procesos y normas para la gestión de datos de la investigación científica en la Institución.
Uno de estos resultados es la “Política de gestión, intercambio y apertura de datos para la investigación: principios y lineamientos”, lanzada en 2020, que brinda lineamientos para que los datos para la investigación, como bienes públicos, estén disponibles de forma abierta, ética , honesto, accesible, de manera oportuna y responsable, considerando las políticas estratégicas de investigación científica nacional, los intereses institucionales y las normas regulatorias vigentes.

## Unidades

### Técnico-científico
Fiocruz cuenta con 21 unidades técnico-científicas, 11 de las cuales están ubicadas en Río de Janeiro, 10 en otros estados brasileños y una unidad en Maputo, la capital de Mozambique.

#### En Río de Janeiro

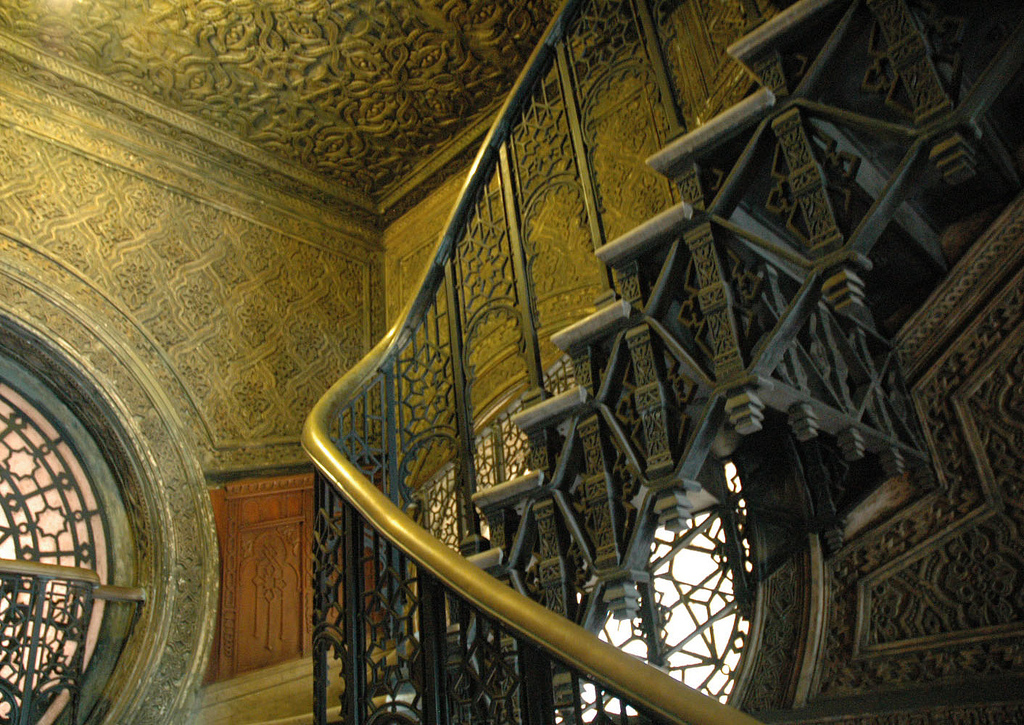
Escalera del edificio de Fiocruz.

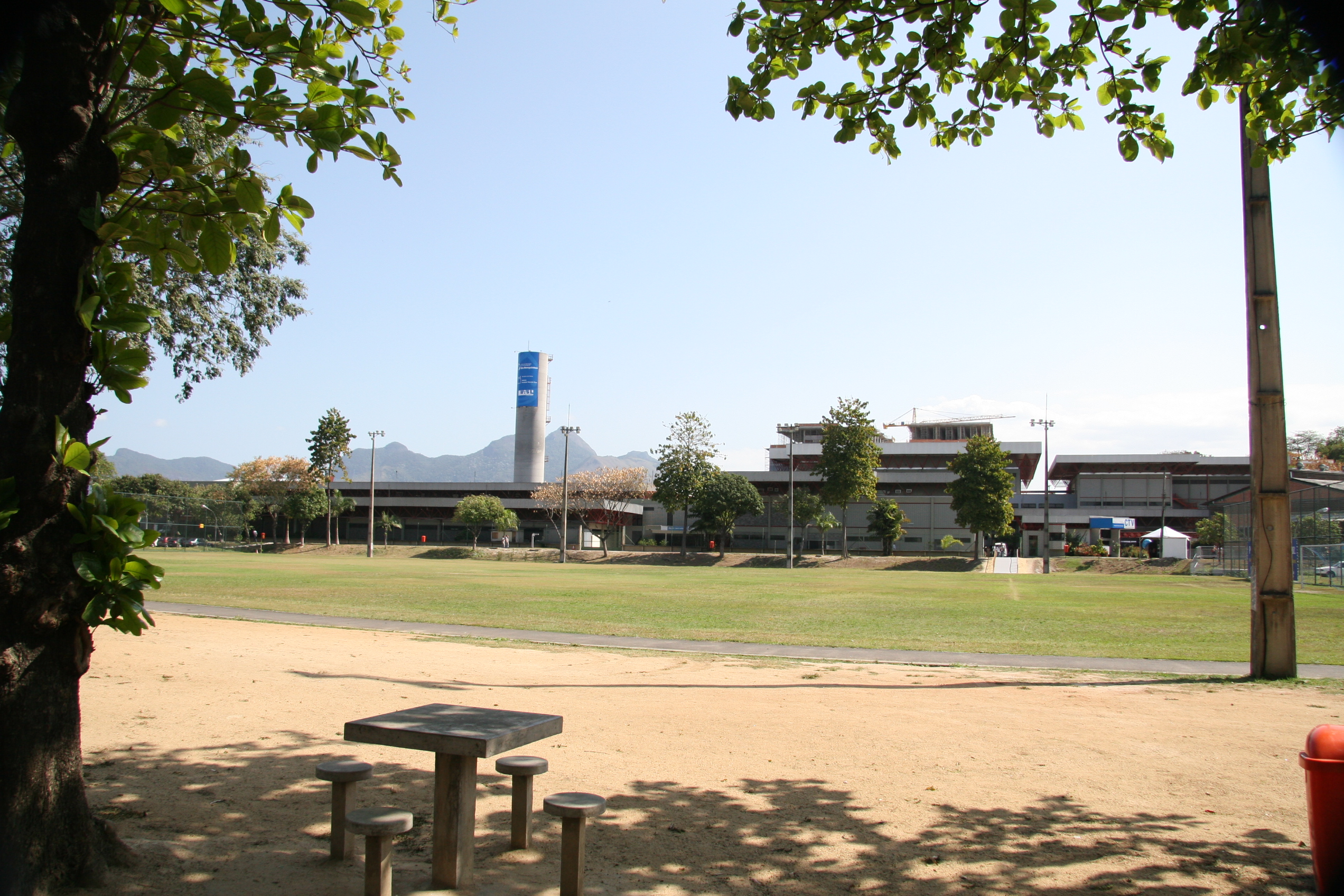
Centro de Tecnología de Vacunas.

Las unidades técnico-científicas ubicadas en Río de Janeiro son las siguientes:
- Instituto de Tecnología en Inmunobiológicos (Bio-Manguinhos);
- Centro de Crianza de Animales de Laboratorio (CECAL);
- Instituto de Comunicación e Información Científica y Tecnológica en Salud (ICICT);
- Casa de Oswaldo Cruz (COC);
- Escuela Nacional de Salud Pública Sérgio Arouca (ENSP)
- Escuela Politécnica de Salud Joaquim Venâncio (EPSJV);
- Instituto de Tecnología Farmacéutica (Farmguinhos);
- Instituto Fernandes Figueira (IFF);
- Instituto Nacional de Enfermedades Infecciosas Evandro Chagas (INI);
- Instituto Nacional de Control y Calidad en Salud (INCQS);
- Instituto Oswaldo Cruz (IOC).

##### Fundación de apoyo
- Fundación para el Desarrollo Científico y Tecnológico en Salud (Fiotec)

#### Fuera de Río de Janeiro
Las unidades técnico-científicas ubicadas fuera de Río de Janeiro son las siguientes:
- Instituto Aggeu Magalhães (IAM) - Fiocruz Pernambuco;
- Instituto Gonçalo Moniz (IGM)[4]
- Instituto Leonidas y Maria Deane (ILMD) - Fiocruz Amazônia;
- Instituto René Rachou (IRR) - Fiocruz Minas Gerais;
- Instituto Carlos Chagas (ICC) - Fiocruz Paraná;
- Gerencia Regional Brasilia (Gereb) - Fiocruz Brasilia;
- Oficina Técnica Fiocruz Mato Grosso do Sul;
- Oficina Técnica Fiocruz Rondônia;
- Oficina Técnica Fiocruz Ceará;
- Oficina Técnica Fiocruz Piauí;
- Oficina Internacional en Mozambique - Fiocruz África.

### Administrativo
También existen 4 unidades administrativas más, todas vinculadas a la presidencia de la Fiocruz.
- Consejo de Administración del Campus (Dirac);
- Consejo de Administración (Dirad);
- Dirección de Recursos Humanos (Direh);
- Junta de Planificación (Diplan).